# Oecetis karttikeya
Oecetis karttikeya är en nattsländeart som beskrevs av Schmid 1995. Oecetis karttikeya ingår i släktet Oecetis och familjen långhornssländor. Inga underarter finns listade i Catalogue of Life.